# Robert Jones (basketballer, 2001)
Robert Jones (Prior Lake, 3 juli 2001) is een Amerikaans basketballer.

## Carrière
Jones speelde collegebasketbal voor de Denver Pioneers van 2019 tot 2021. In 2021 verruilde hij Denver voor de Iowa State Cyclones waar hij drie seizoenen speelde. In de NBA draft 2024 werd hij niet gekozen waarna hij zijn eerste profcontract tekende bij de Belgische eersteklasser Limburg United. Hij speelde daar samen met oud-ploeggenoot Jaren Holmes. Eind oktober 2024 werd zijn contract stopgezet.